# ARFU Asian Rugby Championship 1990
L'Asian Rugby Championship 1990 (in inglese 1990 ARFU Asian Rugby Championship) fu il 12º campionato asiatico di rugby a 15 organizzato dall'ARFU, organismo continentale di governo della disciplina.
Si tenne tra il 20 e il 27 ottobre 1990 a Colombo, capitale dello Sri Lanka, e per la terza volta consecutiva, quarta assoluta, fu vinto dalla Corea del Sud che, così, si confermò la formazione asiatica più vincente del decennio appena concluso.
Secondo una formula ormai in uso da diverse edizioni, il campionato si tenne tra otto squadre divise su due gironi da quattro squadre ciascuno, la prima classificata di ognuno dei quali avrebbe disputato la finale per il titolo, mentre la seconda classificata si sarebbe conteso il terzo posto nella finale di consolazione.
La finale fu ancora una volta un affare privato tra Giappone e Corea del Sud.
Questi ultimi si aggiudicarono la vittoria di misura, 13-9, capitalizzando i punti al piede che Shin riuscì a mettere a segno.

## Squadre partecipanti
| Girone A      | Girone B   |
| ------------- | ---------- |
| Corea del Sud | Giappone   |
| Hong Kong     | Malaysia   |
| Sri Lanka     | Singapore  |
| Taipei cinese | Thailandia |

## Fase a gironi

### Girone A
| Data            | Incontro                      | Risultato | Sede    |
| --------------- | ----------------------------- | --------- | ------- |
| 20 ottobre 1990 | Corea del Sud — Taipei cinese | 21-6      | Colombo |
| 20 ottobre 1990 | Sri Lanka — Hong Kong         | 13-21     | Colombo |
| 22 ottobre 1990 | Hong Kong — Corea del Sud     | 15-16     | Colombo |
| 22 ottobre 1990 | Sri Lanka — Taipei cinese     | 9-6       | Colombo |
| 24 ottobre 1990 | Sri Lanka — Corea del Sud     | 13-26     | Colombo |
| 24 ottobre 1990 | Taipei cinese — Hong Kong     | 12-7      | Colombo |

#### Classifica
|    | Squadra       | G | V | N | P | P+ | P- | P±  | PT |
| -- | ------------- | - | - | - | - | -- | -- | --- | -- |
| A1 | Corea del Sud | 3 | 3 | 0 | 0 | 63 | 34 | +29 | 6  |
| A2 | Hong Kong     | 3 | 1 | 0 | 2 | 43 | 41 | +2  | 2  |
|    | Taiwan        | 3 | 1 | 0 | 2 | 24 | 37 | -13 | 2  |
|    | Sri Lanka     | 3 | 1 | 0 | 2 | 35 | 53 | -18 | 2  |

### Girone B
| Data            | Incontro                 | Risultato | Sede    |
| --------------- | ------------------------ | --------- | ------- |
| 21 ottobre 1990 | Giappone XV — Malaysia   | 45-3      | Colombo |
| 21 ottobre 1990 | Thailandia — Singapore   | 49-3      | Colombo |
| 23 ottobre 1990 | Giappone XV — Thailandia | 66-15     | Colombo |
| 23 ottobre 1990 | Malaysia — Singapore     | 10-9      | Colombo |
| 25 ottobre 1990 | Giappone XV — Singapore  | 80-3      | Colombo |
| 25 ottobre 1990 | Malaysia — Thailandia    | 16-16     | Colombo |

#### Classifica
|    | Squadra    | G | V | N | P | P+  | P-  | P±   | PT |
| -- | ---------- | - | - | - | - | --- | --- | ---- | -- |
| B1 | Giappone   | 3 | 3 | 0 | 0 | 191 | 21  | +170 | 6  |
| B2 | Thailandia | 3 | 1 | 1 | 1 | 80  | 85  | -5   | 3  |
|    | Malaysia   | 3 | 1 | 1 | 1 | 29  | 70  | -41  | 3  |
|    | Singapore  | 3 | 0 | 0 | 3 | 15  | 139 | -124 | 0  |

## Finali

### Finale per il 3º posto
| Colombo 26 ottobre 1990 | Hong Kong | 50 – 15 referto | Thailandia | Stadio Sugathadasa |

### Finale
| Arbitro: | S.W. Chang |

|              |      |                    |
| Kajihara 32’ | mt   | 9’ Kim Yeon ki     |
| Fukumuro 32’ | tr   |                    |
| Fukumuro 41’ | c.p. | 18’, 52’, 55’ Shin |